# 선충사
선충사는 대한민국 충청남도 논산시 은진면에 있는 문화재이다. 1994년 12월 30일 논산시의 향토문화유산 제18호로 지정되었다.

## 개요
선충사는 김준영(金俊榮)을 모신 불천지위 사당으로, 방축리에 있다. 김준영의 자는 태진(泰晋)이고 호는 동악(東岳)이다.